# Poecilia rositae
Poecilia rositae — вид пецилієвих риб ряду Коропозубоподібні (Cyprinodontiformes). 
Розмір тіла  — приблизно 5 см. Мешкає в басейні річки Кахабон в Гватемалі.